# Ernst Troeltsch
Ernst Troeltsch, född 17 februari 1865 i Haunstetten (numera en stadsdel i Augsburg), död 1 februari 1923 i Berlin, var en tysk protestantisk teolog och religionsfilosof. 

## Biografi
Troeltsch utbildades i Augsburg, Erlangen, Berlin och Göttingen. År 1892 blev han professor i systematisk teologi i Bonn, och flyttade 1894 till professorstjänsten i Heidelberg. Hans stora verk, Die Soziallehren der christlichen Kirchen und Gruppen ("De kristna kyrkorna och gruppernas sociallära"), utgivet 1912, anses vara en klassiker.
Troeltsch var systematikern inom den religionshistoriska skolan. Hans arbete visar påverkan från Albrecht Ritschl, Max Webers förståelse av sociologi och nykantianism med betoning på logik och vetenskaplighet, såsom den uttrycktes av Badenskolan. Särskilt inflytelserik var hans forskning om kristendomens anspråk till absolut sanning, om relationen mellan historia och teologi, samt om relationen mellan staten och kyrkan. 
Flera av Troeltschs kriterier för vetenskaplighet i historiska studier ansågs som självklara spelregler under större delen av 1900-talet.